# Щербина, Василий Илларионович
 Васи́лий Илларио́нович Щерби́на  (25 февраля 1913, Покровский район — 5 мая 1994, Киев) — командир батальона 235-го гвардейского стрелкового полка (81-я гвардейская стрелковая дивизия, 7-я гвардейская армия, Степной фронт). Генерал-майор. Герой Советского Союза.

## Биография
Родился 25 февраля 1913 года в селе Коломийцы в крестьянской семье. Окончил неполную среднюю школу. Работал заместителем председателя сельсовета. В 1935 году был призван в Красную Армию. В 1938 году окончил Владивостокское военное пехотное училище.

#### Великая Отечественная война
На фронте — с 16 ноября 1941 года. Командир пулеметного взвода 2-й стрелковой роты 239-го стрелкового полка 239-й стрелковой дивизии младший лейтенант В. И. Щербина отличился в боях под Сталиногорском Тульской области. Во время боя 18 ноября в районе Егорьевского (ныне поселок Новогеоргиевский Узловского района) его рота попала в окружение. Тогда  В. И. Щербина огнем своего пулемётного взвода отбил все атаки противника, прикрыл выход роты из окружения, сам вышел из окружения и вынес полностью материальную часть. За этот эпизод награжден медалью «За отвагу» (7 февраля 1942).
В 1942 году окончил курсы «Выстрел». Воевал на Западном (с сентября 1941), Калининском (с августа 1942), Степном (с марта 1943) фронтах.
Отличился при форсировании реки Днепр. В ночь на 26 сентября 1943 года батальон гвардии капитана Щербины форсировал Днепр, захватил плацдарм на правом берегу Днепра в районе села Бородаевка. Штурмом овладел северной окраиной Бородаевки и командной высотой северо-западнее Бородаевки. В течение дня батальон прочно удерживал занятые позиции, отразив 12 контратак противника, нанося большие потери противнику.
Указом Президиума Верховного Совета СССР от 22 февраля 1944 года за образцовое выполнение боевых заданий Командования при форсировании реки Днепр, развитие боевых успехов на правом берегу реки и проявленные при этом отвагу и геройство гвардии капитану Щербина Василию Илларионовичу присвоено звание Героя Советского Союза с вручением ордена Ленина и медали «Золотая Звезда».

#### Послевоенное время
В 1948 году окончил Военную академию имени Фрунзе, в 1957 году — Высшие академические курсы при академии. Был преподавателем академии. С 1972 года генерал-майор Щербина — в запасе. Жил в Киеве.
Умер 5 мая 1994 года. Похоронен в Киеве на Лесном кладбище.

## Награды
- Медаль «Золотая Звезда» (22.02.1944)[3][4];
- орден Ленина (22.02.1944);
- орден Красного Знамени (30.12.1956);
- два ордена Отечественной войны I степени (18.09.1944; 11.03.1985[5]);
- два ордена Красной Звезды;
- медали.